# Тимшарів
Тимшарів, Тимчарів — гірський потік в Україні у Стрийському районі Львівської області. Правий доплив річки Зелем'янки (басейн Дністра).

## Опис
Довжина потоку приблизно 4,58 км, найкоротша відстань між витоком і гирлом — 4,46  км, коефіцієнт звивистості річки — 1,03 . Формується багатьма гірськими струмками.

## Розташування
Бере початок на південно-східних схилах гори Мутна (1260 м) в середній частині хребта Зелем'янка Сколівських Бескидів (Українські Карпати). Тече переважно на південний захід мішаним лісом через урочище Тухарське і впадає у річку Зелем'янку, праву притоку річки Опору.

## Цікаві факти
- Навколо потоку існують туристичні шляхи[5].